# Gábor Kozsokár
Gábor Kozsokár (n. 31 ianuarie 1941, Ghidfalău, România – d. 25 noiembrie 2024) a fost un jurist român, care a îndeplinit funcția de senator de Covasna pe listele partidului UDMR în legislaturile din perioada 1990-2000. Pe data de 9 iulie 1998, Gábor Kozsokár a demisionat din Senat și a fost înlocuit de senatorul  Csaba Németh. În perioada 1998-2007, a îndeplinit funcția de judecător la Curtea Constituțională a României.

## Biografie
Gábor Kozsokár s-a născut la data de 31 ianuarie 1941 în comuna Ghidfalău (județul Covasna). A studiat științele juridice la Universitatea Bolyai din Cluj. În anul 1961 a obținut licența de la Universitatea Babeș-Bolyai. A fost de asemenea licențiat în științe politice, specializarea științe politico-economice, la Institutul pentru pregătirea cadrelor în problemele conducerii social-politice București (1985).
După absolvirea Facultății de Drept a lucrat ca procuror la Procuratura raionului Făgăraș, Procuratura Sfântu Gheorghe și Procuratura județului Covasna. Apoi a fost promovat ca procuror-șef al Procuraturii Sfântu Gheorghe, procuror-șef adjunct al Procuraturii județului Covasna. A fost de asemenea și primar al orașului Covasna.
În perioada 1990-1998 Gábor Kozsokár a fost senator de Covasna, fiind ales pe listele partidului UDMR. În legislatura 1990-1992 a fost membru al Biroului Permanent al Senatului, vicepreședinte al Senatului (septembrie - octombrie 1992) precum și membru în mai multe grupuri parlamentare de prietenie. În următoarele legislaturi a fost președinte al Comisiei permanente pentru probleme de muncă, protecție socială și sănătate, vicepreședinte al Senatului și secretar al Senatului. 
Gábor Kozsokár a demisionat la data de 9 iulie 1998 din Parlamentul României, fiind numit judecător la Curtea Constituțională a României, pentru un mandat de 9 ani, care a expirat la data de 13 iulie 2007. Acest mandat nu a fost reînnoit deoarece legea interzice două mandate.
Gábor Kozsokár a urmat un curs postuniversitar în specialitatea drept penal și drept procesual penal, precum și trei cursuri de perfecționare profesională. El a fost distins cu Diploma de merit pentru importanta contribuție la edificarea statului de drept în România, conferită de Uniunea Juriștilor și revista "Palatul de Justiție" (1992). De asemenea, este autor de articole, comentarii și note, publicate de revistele de drept din România.
În anul 2000, a fost decorat de către președintele României, Emil Constantinescu, cu Ordinul Național „Pentru Merit” în grad de Mare Cruce.